# 西南沿边铁路
西南沿边铁路是中华人民共和国国家发展和改革委员会发布的《中长期铁路网规划（2016—2025）》中规划的一条普速铁路，目的为促进脱贫攻坚以及国土开发。西南沿边铁路设计标准为国铁Ⅰ级单线，设计时速160公里/小时。

## 路线
西南沿边铁路自云南省腾冲市猴桥镇出发，经芒市、临沧、普洱、蒙自、文山进入广西壮族自治区，经靖西、崇左抵达防城港，新建线路全长1,087千米。一期建设腾冲至普洱段、蒙自至富宁段，长695千米，估算投资931.5亿元，计划2021年开工、2028年建成:46。
芒市至临沧段、普洱至蒙自段的可行性研究报告已通过专家评估，猴桥至芒市铁路、蒙自至富宁铁路项目前期工作已经开始进行。